# Historia Żydów w San Marino
Pierwsza wzmianka o Żydach w San Marino pochodzą z drugiej połowy XIV wieku, kiedy statuty dotyczące dłużników i pożyczkodawców jasno wskazywały na transakcje handlowe Żydów, a pewien Emanuele z Rimini pożyczał pieniądze w San Marino (1369). W 1442 hrabia Guidantonio z Montefeltro pisał o "opiece kapitanów regentów Żydów zajmujących się handlem w San Marino". Wzmianka o żydowskim złodzieju (1455), domniemanym lub podejrzanym zdrajcy oraz rozpowszechniaczu fałszywej monety (1459); także o bankierze, Musetto, który dostarczał regencji gotówkę na pokrycie wydatków związanych z wizytami książęcych gości w republice (1462). Wiele innych żydowskich nazwisk jest odnotowanych w oficjalnych dokumentach z XV wieku; od początku XVI wieku dokumenty dotyczące Żydów są tak liczne, że w pełni uzasadniają wniosek, iż w San Marino istniała społeczność żydowska. W XVI i XVII wieku rząd wielokrotnie podejmował środki i uchwały dotyczące Żydów i ich działalności handlowej. Nakazywano Żydom noszenie specjalnych odznak i dyskryminowano względem innych mieszkańców, ale oficjalna ochrona i uwzględnienie były im udzielane.
W archiwach znajdują się dwa listy od burmistrzów San Leo (1537) i San Arcangelo (1546), ogłaszające konwersję na katolicyzm dwóch biednych Żydów.
W XVII wieku Żydzi często prosili rząd o pomoc w zbyciu zastawów zdeponowanych u ich "banchi", zwykle przyznając dwa miesiące na wykupienie. W późniejszych wiekach znaczenie i liczba Żydów w San Marino stale zmniejszała się, zapewne w wyniku powstania publicznych instytucji lombardzkich oraz ogólnych zmian w ekonomii publicznej.